# Campionat Internacional de trial open
El Campionat Internacional de trial open (oficialment: FIM Trial Open International Cup), regulat per la FIM, fou la màxima competició internacional de trial a l'aire lliure en categoria Open.
Es disputà del 2012 al 2013 i estava reservat a participants a partir dels 16 anys que tinguessin permís de conduir vàlid per a motocicletes de la cilindrada que haguessin triat per a participar-hi.

## Historial
| Edició | Any  | Campió              | Motocicleta |
| ------ | ---- | ------------------- | ----------- |
| I      | 2012 | Alexandre Ferrer    | Sherco      |
| II     | 2013 | Jean Philippe Lerda | Gas Gas     |